# 일본 회계검사원
회계검사원(일본어: 会計検査院, Board of Audit of Japan)은 일본의 행정기관이다. 일본국 헌법에 근거해 설치되며, 국가와 공단 및 공사 등의 결산을 검사한다. 또한 정부가 국회에 결산을 보고하기 전에 검사한다. 대한민국의 감사원에 해당한다.
행정기관의 하나지만, 내각에 속하지 않는 독립기관이다. 게다가 그 검사권한은 내각과 그 관할 기관뿐 아니라, 국회와 최고재판소를 포함한 모든 국가기관에 미치는 것이, 내각 관할의 인사원과의 차이점이다.

## 연혁
- 1880년 대장성에서 분리되어 설치됨.
- 1889년 5월 10일 회계검사원법이 공포되어, 회계검사원장은 일본 천황 직속이 되어, 국무대신에 대해 독립적인 지위가 된다.
- 1947년 4월 19일 (신) 회계검사원법 공포.
- 1947년 5월 3일 (신) 회계검사원법 시행.

## 주요 업무 및 권한
- 국가의 수입 및 지출의 결산에 대한 회계 검사.
- 회계 경리의 감독 및 적정화.
- 결산의 확인.

### 회계검사의 범위
1. 매달 국가의 수입 및 지출
2. 국가 소유의 현금 및 물품 및 국유재산의 출납.
3. 국가의 채권의 득실 및 그외 채무의 증감.
4. 일본은행이 국가를 위해 취급하는 현금·귀금속·유가증권 등의 출납.
5. 해당 기업 자본금의 절반 이상을 국가가 출자하는 법인의 회계.
6. 법률에서 회계검사원이 검사하도록 하고 있는 것과 정해진 회계.

## 조직 및 구성
- 검사관회의 - 3명의 검사관으로 구성한다.
  - 검사관

검사관은 국회 양원의 동의를 얻어 내각이 임명한다. 또한 검사관은 인증관으로, 임면을 일본 천황이 인증한다. 검사관 1인은 회계검사원장이 된다.
- 사무총국
  - 사무총장 (정식 명칭은 회계검사원사무총장으로, 직명에 사무총국이 들어가지 않는다.)
  - 차장 (정식 명칭은 회계감사원사무총국차장으로 사무차장이 아니다.)
  - 사무총장관방 (정식 명칭은 회계검사원사무총장관방으로, 직명에 사무총국이 들어가지 않는다.)
    - 총괄심의관
    - 심의관 (12명)

  - 제1국 (정식 명칭은 회계검사원사무총국제1국으로, 다른 국도 마찬가지이다.)
  - 제2국
  - 제3국
  - 제4국
  - 제5국
- 회계검사원 정보공개·개인정보보호심사회